# Louis-Joseph de Montmorency-Laval
Louis-Joseph kardinal de Montmorency-Laval, francoski rimskokatoliški duhovnik, škof in kardinal, * 11. december 1725, Bayers, † 17. junij 1808.

## Življenjepis
7. novembra 1735 je bil imenovan za škofa Orléansa; potrjen je bil 14. januarja in 10. februarja je prejel škofovsko posvečenje.
8. oktobra 1757 je bil imenovan za škofa Condoma; potrjen je bil 13. marca 1758.
21. avgusta 1760 je bil imenovan za škofa Metza; potrjen je bil 6. aprila 1761. S tega položaje se je upokojil leta 1801.
30. marca 1789 je bil povzdignjen v kardinala.